# Can’t We Just Sit Down (And Talk It Over)
«Can’t We Just Sit Down (And Talk It Over)» (с англ. — «Можем ли мы просто сесть (и обсудить это)») — песня, записанная американской певицей Донной Саммер для её пятого студийного альбома I Remember Yesterday 1977 года. Автором песни стал Тони Маколей, а продюсерами Джорджо Мородер и Пит Белотт.

## Выпуск
Песня была выпущена как первый сингл с альбома в некоторых странах включая США. Однако танцевальный бисайд «I Feel Love» стал настолько популярен у публики, что было принято решение поменять стороны местами. «I Feel Love» позже стала знаковой песней для электронной танцевальной музыки, а «Can’t We Just Sit Down» прошёл практически незамеченным, отметившись только в чарте Hot Soul Singles.

## Отзывы критиков
Рецензент журнала Cashbox, комментируя сингл, отметил, что данная баллада, исполненная в горько-сладкой манере, являет Саммер полной противоположностью сложившемуся образу и раскрывает её вокальные способности.

## Чарты
| Чарт (1977)                                               | Высшая позиция |
| --------------------------------------------------------- | -------------- |
| США (Billboard Dance Club Songs) · Вместе с «I Feel Love» | 1              |
| США (Billboard Hot R&B/Hip-Hop Songs)                     | 20             |

## Другие версии
- В том же 1977 году американский соул-певец Билл Брэндон записал версию этой песни для своего одноименного альбома[4].
- В следующем году британская певица Линда Льюис[англ.] записала эту песню и выпустила в качестве сингла[5].